# Pluspetrol
Плюспетро́ль (исп. Pluspetrol) — аргентинская нефтегазовая компания. Компания четвёртый по объёму добычи нефти и газа в Аргентине и крупнейший в Перу.

## История

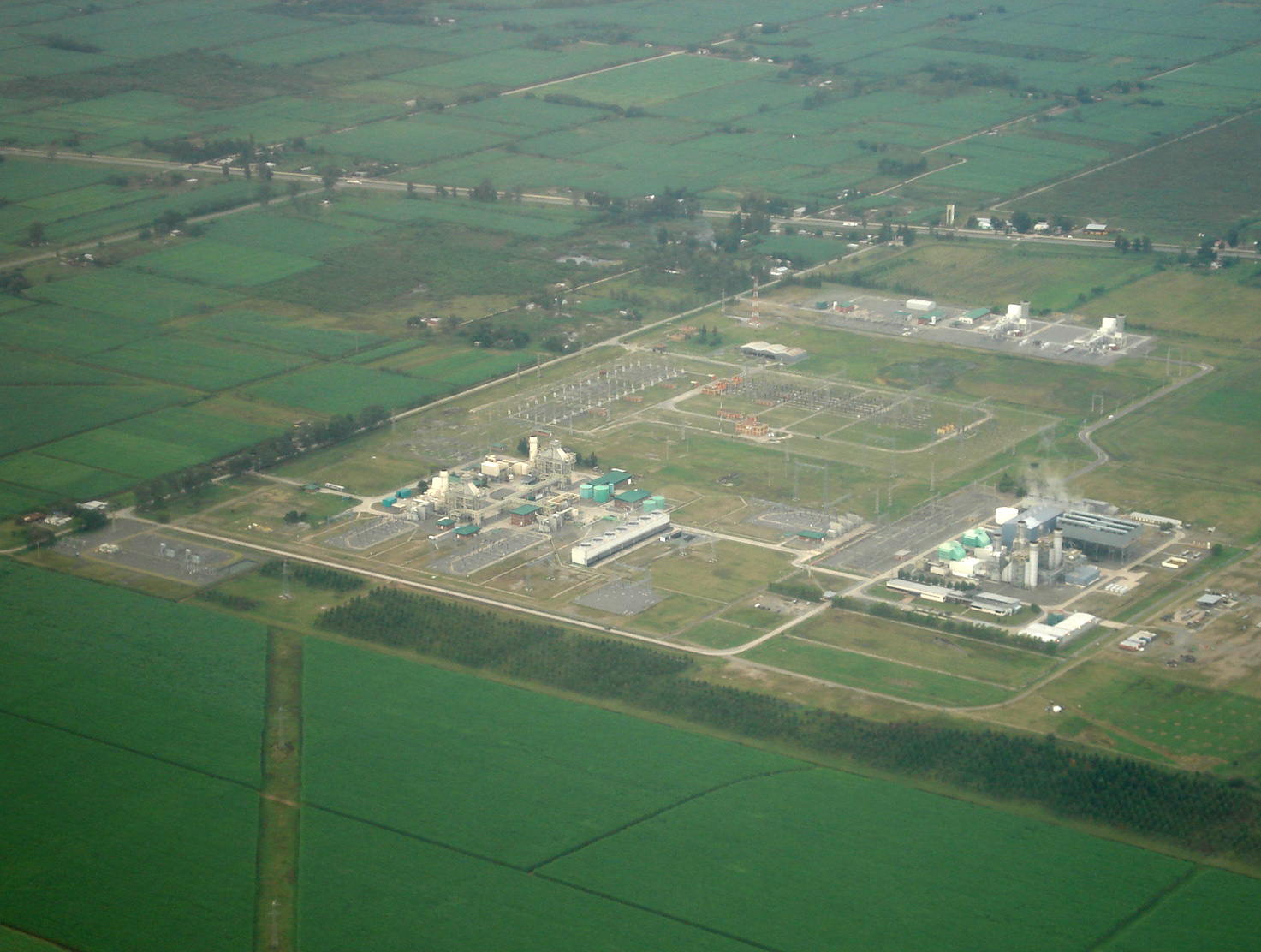
Электростанции компании под Тукуманом

Основана в 1976 году. В 1979 начала экспансию в Колумбию и Кот-д'Ивуар. В настоящее время действует в Аргентине, Перу, Боливии, Колумбии, Венесуэле и Анголе.

## Деятельность
В Перу совместно с североамериканской Hunt Oil и аргентинским конгломератом Techint разрабатывает одно из крупнейших в Южной Америке месторождений — Камисеа.
«Плюспетроль», через аффилированную компанию «Рефинор», располагает нефтеперерабатывающим заводом в Кампо-Дуране (провинция Сальта) на севере Аргентины. Завод производит жидкое топливо и сжиженный газ из нефти и газа поступающей из Боливии.
Также, компании принадлежит сеть трубопроводов в Патагонии общей длиной свыше 1500 километров. Сырая нефть по ним транспортируется из Неукена в Баия-Бланку.
Аргентинский консорциум в составе YPF, «Перес Компанк» и «Плюспетроль» владеет пакетом акций боливийской государственной нефтяной компании YPFB.
Компании принадлежат несколько электростанций:
- Эль-Брачо — тепловая электростанция в селе Эль-Брачо под Тукуманом мощностью 440 МВт[5].
- Сан-Мигель-де-Тукуман — тепловая электростанция в селе Эль-Брачо под Тукуманом мощностью 330 МВт[5].
- Плюспетроль Норте — тепловая электростанция в селе Эль-Брачо под Тукуманом мощностью 232 МВт[5].
- Аве Феникс — тепловая электростанция в мощностью 186 МВт[5].

Кроме того, «Плюспетроль» планировала строительство двух тепловых электростанций в провинциях Неукен и Чубут. Общий объём инвестиций должен был составить 540 миллионов долларов.